# Mina...del mio meglio
Mina...del mio meglio oppure ...Del mio meglio - Mina sono due titoli che identificano diverse confezioni e box che possono contenere alcuni o anche tutti i 10 volumi che appartengono a questa serie, differenziandosi solo per il numero esposto, la copertina e i contenuti.
Nel 2012, raccolte, cofanetti e box sono stati rimossi dalla discografia presente sul sito ufficiale minamazzini.com.

## I volumi
Ciascuno è un'antologia di canzoni di successo e brani significativi della cantante italiana Mina, estratti dagli album ufficiali della sua produzione.
Ogni raccolta (si rimanda alla voce del singolo volume) è stata ristampata nei vari anni anche su supporti diversi: Stereo8 (non tutte), MC, CD (in seguito anche rimasterizzati). Ma la prima volta è stata sempre pubblicata su vinile a 33 giri.
| Anno | Titolo                                                   | Copertina | Note                             |
| ---- | -------------------------------------------------------- | --------- | -------------------------------- |
| 1971 | Del mio meglio (EN) Vol. 1, su Discogs, Zink Media.      |           | senza indicazione di volume      |
| 1973 | Del mio meglio n. 2 (EN) Vol. 2, su Discogs, Zink Media. |           |                                  |
| 1975 | Del mio meglio n. 3 (EN) Vol. 3, su Discogs, Zink Media. |           |                                  |
| 1977 | Del mio meglio n. 4 (EN) Vol. 4, su Discogs, Zink Media. |           | indicazione letterale del volume |
| 1979 | Del mio meglio n. 5 (EN) Vol. 5, su Discogs, Zink Media. |           |                                  |

| Anno | Titolo                                                          | Copertina            | Note                             |
| ---- | --------------------------------------------------------------- | -------------------- | -------------------------------- |
| 1981 | Del mio meglio n. 6 - Live (EN) Vol. 6, su Discogs, Zink Media. |                      | solo brani dal vivo              |
| 1983 | Del mio meglio n. 7 (EN) Vol. 7, su Discogs, Zink Media.        |                      | indicazione letterale del volume |
| 1985 | Del mio meglio n. 8 (EN) Vol. 8, su Discogs, Zink Media.        |                      | indicazione letterale del volume |
| 1987 | Del mio meglio n. 9 (EN) Vol. 9, su Discogs, Zink Media.        |                      |                                  |
| 2006 | Del mio meglio n. 10, Live                                      | (vedi "Monster Box") | solo brani dal vivo              |

## Cofanetti e box

Minantologia

Sono note le seguenti confezioni che raggruppano alcuni dei volumi citati:
- 1985 - PDU PLB 2001/7 - Box con i primi 7 volumi in formato LP
- 1986 - PDU PLB 2009 - Box con i primi 8 volumi in formato LP
- 1988 - PDU PLB 02018 - Box con i primi 9 volumi in formato LP
- 1988 - PDU/EMI 4793172 - Cubo: contenitore a forma del solido geometrico con i 9 volumi in formato CD, le facce del cubo riportano le immagini di alcune copertine, è allegato un libretto di 18 pagine
- 1997 - PDU/EMI 8332252 - Minantologia: raccolta dei brani dei primi due volumi su CD (rimasterizzata nel 2001 - PDU/EMI 5365242)
- 2001 - PDU/EMI 5372632 - Cubo: contenitore a forma del solido geometrico con i primi 9 volumi rimasterizzati in formato CD, le facce del cubo riportano le immagini di alcune copertine, è allegato un libretto di 16 pagine.
- 2009 - (editori diversi) - Canzoni Intramontabili: cofanetto con 35 CD rimasterizzati, tra cui i 9 volumi e altri album.
- 2006 - EMI 946 3787252 - Monster Box: edizione a tiratura limitata e numerata, intitolata Ascoltami, guardami che, oltre al libro Disegnata, fotografata, contiene tutti i CD della serie Del mio meglio rimasterizzati e presenta un decimo volume Del mio meglio n. 10, Live non disponibile separatamente.